# Bourbon (Missouri)
Bourbon é uma cidade localizada no estado americano de Missouri, no Condado de Crawford.

## Demografia
Segundo o censo americano de 2000, a sua população era de 1348 habitantes. 
Em 2006, foi estimada uma população de 1408, um aumento de 60 (4.5%).

## Geografia
De acordo com o United States Census Bureau tem uma área de 
3,1 km², dos quais 3,1 km² cobertos por terra e 0,0 km² cobertos por água.

## Localidades na vizinhança
O diagrama seguinte representa as localidades num raio de 20 km ao redor de Bourbon. 
Predefinição:Clearleft